# Gołębiewek Nowy
Gołębiewek Nowy – wieś w Polsce położona w województwie łódzkim, w powiecie kutnowskim, w gminie Kutno.
W latach 1954–1961 wieś należała i była siedzibą władz gromady Gołębiewek Nowy, po jej zniesieniu w gromadzie Kutno. W latach 1975–1998 miejscowość administracyjnie należała do województwa płockiego.